# Phare de Kiel
Le phare de Kiel (en allemand : Leuchtturm Kiel) est un phare actif situé au large de la baie de Kiel, faisant partie de la ville-arrondissement de Kiel (Schleswig-Holstein), en Allemagne.
Il est géré par la WSV de Lübeck .

## Histoire
L'actuel phare de Kiel  a été mis en service en 1967, pour remplacer le bateau-phare Kiel. Il est situé à 8 km au nord-est du phare de Bülk à l'entrée du Fœrde de Kiel. Il sert de feu de guidage pour accéder à Kiel et son feu à secteurs rouge avertit de la zone en eau peu profonde.
La fondation du phare de Kiel se compose de trois fondations individuelles en béton armé, chacune faisant 30 m de long, 18 m de haut et 13 m de large), la tour est en aluminium. Les caissons préfabriqués ont été remorqués, posés sur un sous-sol préparé et ont été remplis de sable. La tour en aluminium préfabriquée d'environ 53 tonnes a été posée sur l'ouvrage avec une grue flottante. L'îlot à la forme d'un L et la pointe à angle droit de cette plate-forme pointe exactement vers le nord-est, là où l'état de la mer est la plus mauvaise en cas de vent et tempête. Dans l'ouvrage de fondation se trouve quatre couchettes pour les pilotes cette station de pilotage en haute mer. Le phare est alimenté par un câble sous-marin à haute tension de 6 kV, qui se termine au phare de Bülk, près de la plage. S'il y a une panne d'électricité, 2 générateurs d’urgence de 50 kVA sont disponibles dans la tour.
Sur l'îlot se trouve une station de mesure de l'Agence fédérale maritime et hydrographique allemande, une station météorologique et une station de l'Institut Leibniz d'océanographie.

## Description
Le phare , est une tour cylindrique en aluminium de 33,5 m de haut, avec une galerie de salle de commande et une lanterne circulaire. La tour est peinte en rouge avec une bande blanche. Son feu isophase émet, à une hauteur focale de 29,5 m, un long éclat blanc, rouge et vert, selon direction, de 3 secondes par période de 6 secondes.
Sa portée est de 17 milles nautiques (environ 31.5 km) pour le feu blanc, 15 milles nautiques (environ 28 km) pour le rouge et 14 milles nautiques (environ 26 km) pour le feu vert.
Manquant de visibilité, Il est équipé d'une corne de brume émettant par période de 30 secondes les lettres KI en Code Morse international et un radar Racon émettant la lettre T en morse.
Identifiant : ARLHS : FED-011 - Amirauté : C1215 - NGA : 3080 .

## Caractéristiques dufeu maritime
Fréquence : 6 secondes (WRG)
- Lumière : 3 secondes
- Obscurité : 3 secondes

|          |
| Le phare |

|          |
| Le phare |

### Lien connexe
- Liste des phares en Allemagne